# دیگو بری
دیگو بری (انگلیسی: Diego Bri؛ زادهٔ ۱۲ سپتامبر ۲۰۰۲) بازیکن فوتبال اهل اسپانیا است.
از باشگاه‌هایی که در آن بازی کرده‌است می‌توان به باشگاه فوتبال الچه اشاره کرد.